# Комітологія
Комітологія (Comitology) — складна процедура, суть якої полягає в тому, що держави-члени обмежують і контролюють виконавчу владу Комісії за допомогою спеціальних комітетів.
Згідно з Договором про заснування Європейської Спільноти, нагляд за дотриманням законодавства в ЄС здійснює Європейська Комісія. Кожен законодавчий акт визначає коло повноважень Комісії щодо його втілення та способи їх реалізації. Часто законодавчий акт містить ще й положення про те, що Комісії допомагає певний комітет, відповідно до процедури, відомої під назвою «комітологія». В комітетах Комісія має змогу погодити з національними урядами практичні заходи з упровадження законів.
Процедура комітології передбачає три види комітетів — консультативні, адміністративні та регулятивні, очолює які завжди службовець Комісії, але складаються вони з національних чиновників. Відповідно до назви, консультативні комітети лише консультують Комісію в законотворчому процесі. Натомість адміністративні та регулятивні комітети можуть передавати запропоновані Комісією виконавчі заходи на затвердження в Раду. Адміністративні комітети вперше створено 1962 року, щоби допомогти в запровадженні спільної сільськогосподарської політики; початкове призначення регулятивних комітетів полягало в тому, щоб допомогти управляти єдиним зовнішнім тарифом, нині ж вони опікуються цілою низкою питань гармонізації.
Зрозуміло, що від вибору процедури, себто типу комітету — консультативного або іншого, залежить ступінь свободи й незалежності Комісії. З огляду ж на те, що критерії цього вибору зазвичай доволі неоднозначні, не дивно, що Рада й Комісія часом сперечаються з цього приводу. Втім, якби комітологія і далі регулювала тільки відносини «Рада — Комісія», полеміка довкола неї обмежилась би лише сторінками офіційних друкованих видань Комісії. Але надавши Парламентові реальну законодавчу владу (процедура спільного ухвалювання рішень), Договір про Європейський Союз (ДЄС) загострив ситуацію. Європейський Парламент, який відстоював повноваження Комісії в галузі запровадження законів і натомість прагнув контролювати її виконавчу владу, завжди проявляв неабияку зацікавленістьщодо комітології. Однак раніше йому бракувало формальних підстав для безпосередньої участі в процедурі. Відколи ж ДЄС набрав чинності, Парламент здобув право нарівні з Радою контролювати, як Комісія втілює ухвалені ними закони (за процедурою спільного ухвалювання рішень). Наскільки серйозними були ці вимоги, стало зрозуміло одразу після того, як Парламент вперше провалив погоджувальний етап нової процедури спільного ухвалювання рішень (йшлося про закон у галузі голосового телефонного зв’язку) через непоступливість Ради в питанні комітології.
Перше рішення про комітологію Рада ухвалила ще 13 липня 1987 р. З огляду на зміни, внесені ДЄС, зокрема щодо нової ролі Парламенту, та у відповідь на критику за складність, його замінили новим, від 28 червня 1999 року.
Нове рішення передбачає, що Парламент наглядатиме за реалізацією законів, ухвалених із застосуванням процедури спільного ухвалювання рішень. Він може висловити своє заперечення проти заходів упровадження, запропонованих Комісією або, відповідно, Радою, якщо, на думку Парламенту, вони перевищують передбачені цим законом повноваження. У рішенні чітко визначено критерії, які мають застосовуватися при виборі комітету.
Кілька останніх доповнень до нового рішення про комітологію зробили систему комітетів ще прозорішою для Парламенту та громадськості: громадянам полегшено доступ до комітетської документації (порядок такий самий, що й для ознайомлення з документами Комісії). Кінцевою метою, разом з комп’ютеризацією процесу ухвалювання рішень, є публікація в інтернеті повного тексту всіх неконфіденційних документів, що надходять до Парламенту. Починаючи з 2000 року Комісія щорічно публікує звіт про роботу комітетів за попередній рік.